# 小行星4087
小行星4087（英語：4087 Part）是一颗围绕太阳公转的小行星。1986年3月5日，愛德華·鮑威爾在可可尼诺县发现了此天体。
这颗小行星的绝对星等为303.59279等。